# Curva di Stribeck
La curva di Stribeck è un elemento fondamentale nel campo della tribologia. Essa mostra che l'attrito nei contatti fra due superfici lubrificate a liquido è una funzione non lineare del carico di contatto, della viscosità del lubrificante e della velocità di trascinamento del lubrificante. La scoperta e la ricerca di base sono solitamente attribuite a Richard Stribeck e Mayo D. Hersey, che studiarono l'attrito sulle bronzine presenti sui vagoni ferroviari durante la prima metà del XX secolo; tuttavia, altri ricercatori erano giunti a conclusioni simili in precedenza.

## Concetto

Schematica curva di Stribeck(Numero di Hersey sull'asse orizzontale e coefficiente di attrito su quello verticale)
1. Lubrificazione periferica
2. Lubrificazione mista
3. Lubrificazione idrodinamica

Per il contatto tra due superfici lubrificate a fluido, la curva di Stribeck mostra la relazione tra il cosiddetto "numero di Hersey", un parametro di lubrificazione adimensionale, e il coefficiente di attrito. Il numero di Hersey è definito come:
{\displaystyle {\begin{aligned}{\text{numero di Hersey}}={\frac {\eta \cdot N}{P}},\end{aligned}}}
dove η è la viscosità dinamica del fluido (Pa*s), N è la velocità di trascinamento (m/s) e P è il carico normale per unità di lunghezza nel contatto tribologico (N/m). Quindi, per una data viscosità e carico, la curva di Stribeck mostra come l'attrito cambia con l'aumentare della velocità. Sulla base della progressione tipica della curva di Stribeck (vedere a destra), è possibile identificare tre tipi di lubrificazione:
1. Lubrificazione periferica
  - quando due superfici solide entrano in contatto diretto, il carico è supportato principalmente dalla superficie ad elevata  asperità che genera attrito.
2. Lubrificazione mista
  - Qualche contatto di asperità, con il carico supportato sia dalle asperità che dal liquido lubrificante.
3. Lubrificazione idrodinamica
  - Contatto trascurabile, il carico è supportato principalmente dalla pressione idrodinamica.

## Storia

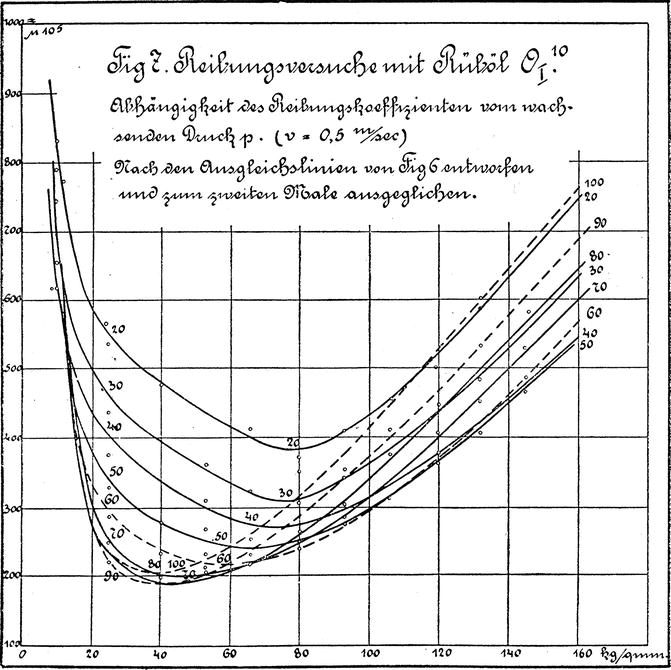
Una tipica curva di Stribeck ottenuta da Martens

Le ricerche di Richard Stribeck vennero eseguite a Berlino presso il Königliche Materialprüfungsamt (MPA, ora BAM Bundesanstalt für Materialforschung und -prüfung). I suoi risultati vennero presentati il 5 dicembre 1901 durante una sessione pubblica della società ferroviaria e pubblicati il 6 settembre 1902. Uno studio similare era stato eseguito in precedenza, nel 1885, da 
Adolf Martens nello stesso istituto, e anche a metà degli anni 1870 da Robert Henry Thurston allo Stevens Institute of Technology negli Stati Uniti d'America. Il motivo per cui la forma della curva di attrito per superfici lubrificate a liquido è stata successivamente attribuita a Stribeck - sebbene sia Thurston che Martens avessero raggiunto lo stesso risultato molto prima - potrebbe essere dovuta al fatto che Stribeck pubblicò i suoi risultati nella più importante rivista tecnica esistente in Germania in quel momento la Zeitschrift des Vereins Deutscher Ingenieure (VDI, rivista degli ingegneri meccanici tedeschi). Martens aveva pubblicato i suoi risultati sulla rivista ufficiale del Königliche Materialprüfungsamt, oggi BAM. La rivista VDI fornì ampio accesso ai dati di Stribeck e in seguito i colleghi razionalizzarono i risultati nei tre regimi di attrito classici. Thurston non aveva i mezzi sperimentali per registrare un grafico continuo del coefficiente di attrito ma lo misurava solo in punti discreti. 
Questo potrebbe essere il motivo per cui il minimo del coefficiente di attrito per un lubrificante liquido di una bronzina non è stato scoperto da lui, ma è stato dimostrato dai grafici di Martens e Stribeck.